# Siquismo
Siquismo ou sikhismo (em panjabi:  ਸਿੱਖੀ) é uma religião dármica (também categorizada como uma religião étnica por alguns estudiosos) e uma filosofia que se originou na região ocidental do Himalaia e sub-Himalaia do Punjabe no subcontinente indiano, por volta do final do século XV. É a religião organizada mais recentemente fundada e é a quinta maior do mundo, com cerca de 25 a 30 milhões de adeptos (conhecidos como siques ou sikhs) no início do século XXI.
O siquismo se desenvolveu a partir dos ensinamentos espirituais de Guru Nanak (1469–1539), o primeiro guru da fé, e dos nove gurus siques que o sucederam. O 10º guru, Gobind Singh (1666–1708), nomeou a escritura Guru Granth Sahib como sua sucessora, encerrando a linhagem de gurus humanos e estabelecendo a escritura como o 11º e último guru eternamente vivo, um guia religioso e espiritual para os siques. Guru Nanak ensinou que viver uma "vida ativa, criativa e prática" de "veracidade, fidelidade, autocontrole e pureza" está acima da verdade metafísica e que o homem ideal "estabelece união com Deus, conhece Sua Vontade e realiza essa Vontade". Guru Har Gobind, o 6º guru sique (1606–1644), estabeleceu o conceito de coexistência mútua dos reinos miri ('político'/'temporal') e piri ('espiritual').
A escritura sique abre com o Mul Mantar ou alternativamente soletrado "Mool Manta" (em panjabi:  ਮੂਲ ਮੰਤਰ), oração fundamental sobre ik onkar (em panjabi:  ੴ, 'Um Deus'). As proposições e crenças centrais do siquismo, articuladas no Guru Granth Sahib, incluem fé e meditação em nome de um único criador; unidade divina e igualdade de toda a humanidade; engajamento em seva ('serviço altruísta'); luta por justiça para o benefício e prosperidade de todos; conduta honesta e obtenção de meios de subsistência se se vive a vida de um chefe de família. Seguindo esse padrão, o siquismo rejeita as alegações de que qualquer tradição religiosa em particular tenha o monopólio da verdade absoluta. O siquismo enfatiza o simran (em panjabi:  ਸਿਮਰਨ, meditação e lembrança dos ensinamentos dos gurus), que pode ser expresso musicalmente através do kirtan, ou internamente através do naam japna ('meditação em Seu nome'), como um meio de sentir a presença de Deus. Ensina os seguidores a transformar os "Cinco Ladrões" (ou seja, luxúria, raiva, ganância, apego e ego).
A religião se desenvolveu e evoluiu em tempos de perseguição religiosa, conquistando convertidos tanto do hinduísmo quanto do Islã. Os governantes mogóis da Índia torturaram e executaram dois dos gurus siques — Guru Arjan (1563–1605) e Guru Tegh Bahadur (1621–1675) — depois que eles se recusaram a se converter ao Islã. A perseguição aos siques desencadeou a fundação da Khalsa pelo Guru Gobind Singh em 1699, uma ordem para proteger a liberdade de pensamento e religião, com membros expressando as qualidades de um sant-sipāhī ('santo-soldado').

## História
O fundador do siquismo, o Guru Nanak, nasceu em 1469 na aldeia de Talwandi, localidade que é hoje conhecida como Nankana Sahib e que está situada a cerca de 65 quilómetros da cidade paquistanesa de Lahore. Pertencia a uma família hindu da casta comerciante dos Khatri. Uma série de relatos lendários sobre o seu nascimento, os Janamsakhi, escritos cerca de cinquenta anos depois da sua morte, apresentam Nanak como um jovem que gostava da oração e de ler os textos dos sábios do seu tempo.

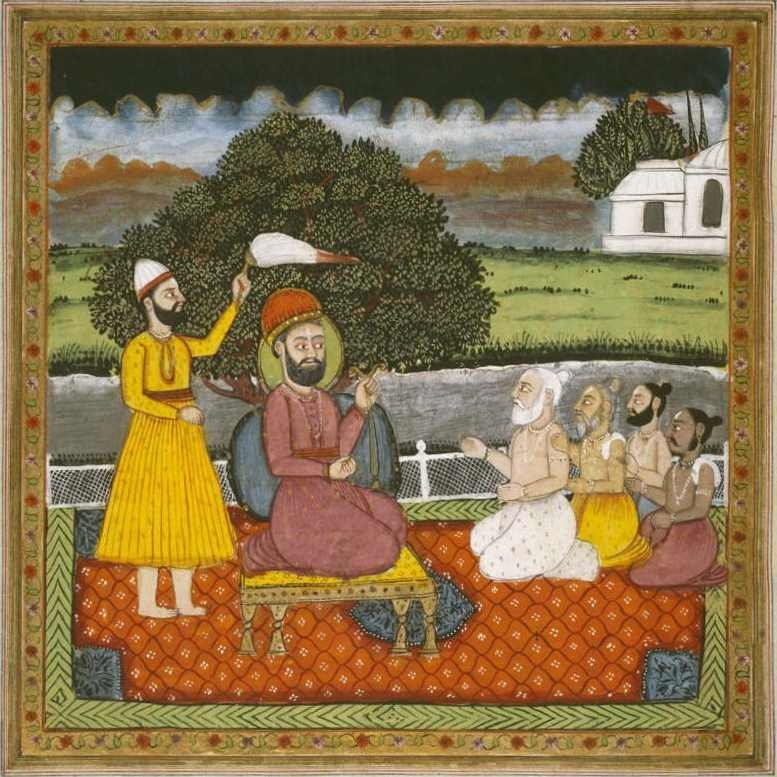
Guru Nanak explicando ensinamentos siques aos sadhus

Após quatro grandes viagens (chamadas Udasis) em direcções opostas, que terão incluído o Tibete, Ceilão, Bengala, Meca e Bagdade, o Guru Nanak pregou a hindus e muçulmanos, captando assim um grupo numeroso de discípulos (sikhs). Segundo os seus ensinamentos, a religião deveria ser um meio de união entre os seres humanos, mas, na prática, esta parecia como que confrontar as pessoas. Neste sentido, lamentava de forma especial os enfrentamentos entre hindus e muçulmanos, assim como as práticas de carácter ritual que apartavam o ser humano da busca do divino. A sua intenção era chegar a uma realidade mais além das diferenças superficiais entre as duas religiões, e daí a sua famosa máxima "Não há hindus, não há muçulmanos" (Puratan Janam-sakhi).
O Guru Nanak instituiu o sistema do langar ("cozinha" ou "refeitório comunitário") que se perpetuou até aos nossos dias. O objectivo desta instituição foi fomentar a fraternidade e a igualdade entre os seres humanos. No langar prepara-se o karah prasad, uma refeição sagrada feita à base de farinha, açúcar e manteiga batida. Todos os participantes numa cerimónia religiosa de um templo sique recebem este alimento, sem distinção de casta, nível económico ou crenças religiosas.
Após a morte do Guru Nanak sucederam-se nove gurus. Cada um deles contribuiu para a consolidação da religião e da identidade sique. Nanak nomeou como seu sucessor não o seu filho, mas um dos seus discípulos mais próximos, Lehna, a quem ele chamou de Angad ("um outro eu"). O Guru Angad (1504/1539–1552) dotou a língua panjabi da escrita gurmukhi.
O Guru Amar Das (1479/1552–1574) aboliu entre os siques a prática hindu da sati (o sacrifício das viúvas), bem como o uso do véu (purdah) pelas mulheres. Criou também vinte e dois distritos de pregação. O Guru Ram Das (1534/1574-1581) comprou um terreno onde mandou escavar um tanque, o Amritsar ("tanque da Ambrosia"), na origem do nome da actual cidade do Punjabe.
O Guru Arjun (1563/1581–1606) ordenou em 1589 a construção, no meio do tanque de Amritsar, do primeiro templo sique, o Harmandir ("Templo de Hari"), hoje conhecido como o Templo de Ouro. Ele também compilou o livro sagrado da religião, o Guru Granth Sahib, e mandou instalá-lo no templo. Os mogóis, senhores do Punjabe nesta época, reagem com hostilidade ao crescimento da comunidade sique, tendo o Guru Arjun sido detido e morto pelo imperador mogol Jehangir.
O Guru Hargobind (1595/1606–1645), perante a perseguição movida aos siques, militarizou a religião. Ele acrescentou uma segunda espada à que os cinco gurus já tinham usado. O uso das duas espadas pelo guru representou a concentração na sua pessoa de dois tipos de autoridade, a espiritual (piri) e a temporal (miri). Desenvolveu-se desta forma a ideia da guerra como acto de auto-defesa da comunidade sique e como garante da ordem e da justiça.
Os dois gurus que o sucederam, o Guru Har Rai (1630/1644–1661) e o Guru Har Khrishan (1656/1661–1664) tiveram uma liderança apolítica. O primeiro tinha um carácter contemplativo e interessou-se pouco pelo aspecto temporal da religião, enquanto que o segundo foi Guru por apenas três anos. O Guru Tegh Behadur (1622/1664–1676) recusou converter-se ao Islã, tendo sido por esta razão executado pelo imperador mogol Aurangzeb.
O décimo Guru sique, Gobind Singh (1666/1676–1708), fundou a ordem militar dos Khalsa e criou um rito de iniciação chamado amrit, também conhecido como khande de pahul. Amrit designa a água açucarada, mexida com o sabre de dois gumes, que o iniciado e os outros participantes na cerimónia devem beber.
O século XVIII ficou marcado pela ascensão política do siques no Punjabe. Em 1801, Ranjit Singh fundou o reino de Lahore que durou até 1849, ano em que foi anexado pelos britânicos. Em 1873 a comunidade sique agrupou-se na Singh Sabha ("Assembleia dos Leões"), um órgão criado como forma de garantir os interesses da comunidade sique no Punjabe de finais do século XIX, marcado pelo revivalismo religioso islâmico e hindu, bem como pela acção dos missionários cristãos. Em 1920 os siques criaram um partido político, o Akali Dal ("Partidários do Intemporal") como o propósito de assegurarem os seus interesses. Este partido opôs-se à partilha do Punjabe entre a Índia e o Paquistão, facto que se consumou em 1947. A maior parte dos siques que viviam no território actualmente paquistanês migraram para a Índia aquando da separação como forma de evitar a perseguição religiosa.

## Características

### Principais crenças

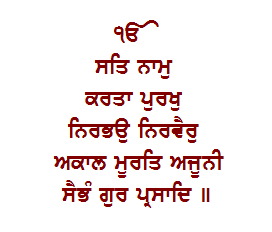
Texto do Mul Mantar, a oração principal do siquismo, em alfabeto gurmukhi.

A história do siquismo começa com Nanak, um filho da casta governante/guerreira, que viveu entre 1469-1539 e nasceu no norte da Índia. Ele foi influenciado por homens santos dos ramos místicos Bhakti, do Hinduísmo, e Sufi, do Islã. O Guru Nanak afirmava haver um ser supremo, e defendeu que todas as religiões utilizavam nomes diferentes para a mesma divindade, a qual ele chamou de Sat Nam ("Nome Verdadeiro"). Há muitas semelhanças entre o siquismo, o hinduísmo e o sufismo (um ramo do Islã). Sikh, por exemplo, é o termo hindu para discípulo. Para os siques, a razão para isso é muito simples: a verdade não está limitada a uma só crença.
A palavra Guru é a combinação de duas pequenas palavras, Gu e Ru. Gu significa escuridão e Ru significa luz. Os siques entendem, assim, que guru significa "a Luz que dissipa as trevas".
O termo sikh significa, em língua punjabi, "discípulo forte e tenaz". A doutrina básica do siquismo consiste na crença em um único Deus e nos ensinamentos dos Dez Gurus do siquismo, recolhidas no livro sagrado dos siques, o Guru Granth Sahib, considerado o décimo-primeiro e último Guru.
Para o siquismo, Deus é eterno e sem forma, sendo impossível captá-lo em toda a sua essência. Ele foi o criador do mundo e dos seres humanos e deve ser alvo de devoção e de amor por parte dos humanos.
O siquismo ensina que os seres humanos estão separados de Deus devido ao egocentrismo que os caracteriza. Esse egocentrismo (haumai) faz com que os seres humanos permaneçam presos no ciclo dos renascimentos (samsara) e não alcancem a libertação, que no siquismo é entendida como a união com Deus. Os siques acreditam no karma, segundo o qual as acções positivas geram frutos positivos e permitem alcançar uma vida melhor e o progresso espiritual; a prática de acções negativas leva à infelicidade e ao renascer em formas consideradas inferiores, como em forma de planta ou de animal.
Deus revela-se aos homens através da sua graça (Nadar), permitindo a estes alcançar a salvação.  O Divino dá-se a ouvir, revelando-se enquanto nome. Segundo os ensinamentos do Guru Nanak e dos outros gurus, apenas a recordação constante do nome (nam simaram) e a repetição murmurada do nome (nam japam) permitem os seres humanos libertar-se do haumai.

### Ética e formas de culto

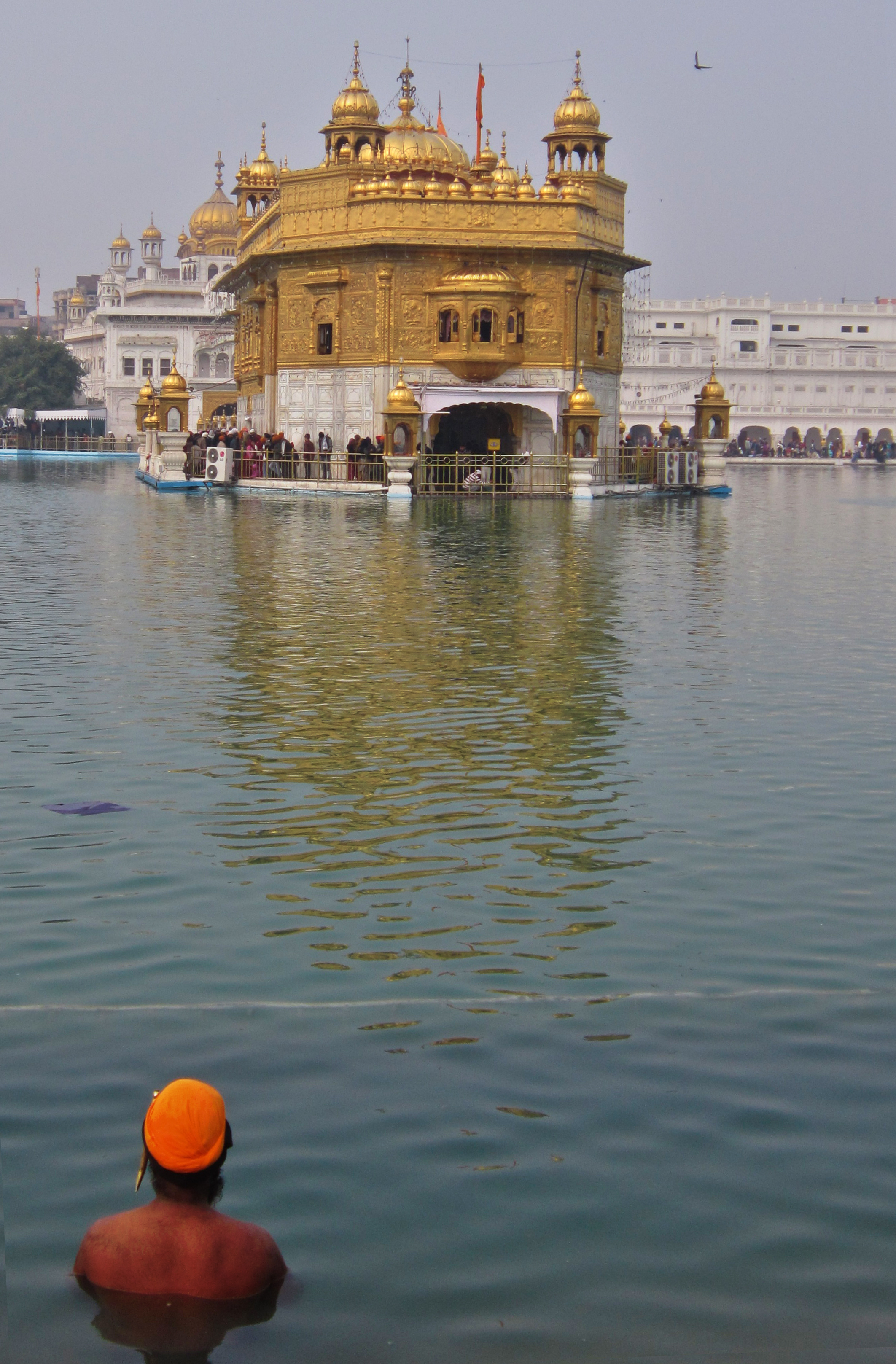
Peregrino sique no Templo de Ouro

O siquismo coloca ênfase em nove deveres, descritos como os Três Pilares do siquismo:
- Manter Deus presente na mente em todos os momentos (Nam Japam);
- Alcançar o sustento através da prática de trabalho honesto (Kirt Karni);
- Partilhar os frutos do trabalho com aqueles que necessitam (Vand Chhakna).

O rito principal é o da admissão entre a khalsa, a comunidade sique, geralmente celebrado na puberdade.
O Harmandir Sahib (o Templo de Ouro, em Amritsar), é o mais importante templo sique. Uma intervenção de tropas indianas ordenada por Indira Gandhi no início dos anos 80 levou à revolta dos siques e ao assassinato da primeira-ministra indiana em 1984.

### Escritura sagrada
Também denominado Adi jbhubhibhuGranth ("Livro do Começo", "Livro Original"), o Guru Granth Sahib ("o Senhor Mestre Livro") é o livro sagrado do siquismo. O décimo guru ordenou antes de falecer que este fosse considerado como o guru eterno, o único guia espiritual.
Trata-se de uma colectânea em panjabi dos hinos religiosos do Guru Nanak e dos seus sucessores, bem como de textos de poetas hindus e muçulmanos. Os siques particularmente devotos dedicam-se a ler ininterruptamente as 1430 páginas do livro. Cada casa e cada templo sique possui o seu exemplar.
Outros escritos sagrados da religião são o Dasam Granth ("Livro do Décimo Guru") e as composições de Bhai Gurdas e Bhai Nand Lal (Bhai, "Irmãos").

### Templos
Os templos siques recebem o nome de gurdwaras (anglicização de gurdvârâ, "a porta do Mestre"). Neles ocupa um lugar de privilégio o livro sagrado, o Guru Granth Sahib.
A arquitectura destes templos reflecte um estilo mogol tardio influenciado pelo estilo hindu. Não existem neles estátuas e estes não têm qualquer orientação especial.
Visitar diariamente o gurdwara é um dever religioso de todos os siques. Está aberto a pessoas de outras religiões, mas todos os visitantes devem trazer a cabeça coberta, descalçar os sapatos e lavar os pés antes de nele penetrarem, Em sinal de respeito.

### Ritos
Após o nascimento de uma criança sique é hábito levá-la a um gurdwara, onde se abre o Guru Granth Sahib numa página ao acaso para escolher um nome. O nome da criança começará pela primeira letra da primeira palavra da página do lado esquerdo, na parte em que o livro foi aberto.
Uma das cerimónias mais importantes do siquismo é a iniciação na ordem Khalsa. Os siques que participaram na cerimónia amrit (ou seja, na cerimónia onde bebem a bebida açucarada mexida por um sabre de dois gumes), recebem  o título amritdhari ("portador do néctar") e novos nomes, passando a usar os chamados Cinco Cás (K). Os siques que ainda não foram iniciados nesta cerimónia são chamados sahajdhari.
Os homens siques utilizam o apelido (sobrenome) Singh ("Leão") depois do nome próprio. As mulheres utilizam Kaur ("Princesa") como segundo nome. A não-aceitação pelos siques do sistema de castas reflecte-se no fato de muitos siques preferirem evitar o uso do apelido (sobrenome), muito ligado à identificação das castas, utilizando somente o seu nome individual seguido de Singh ou Kaur.

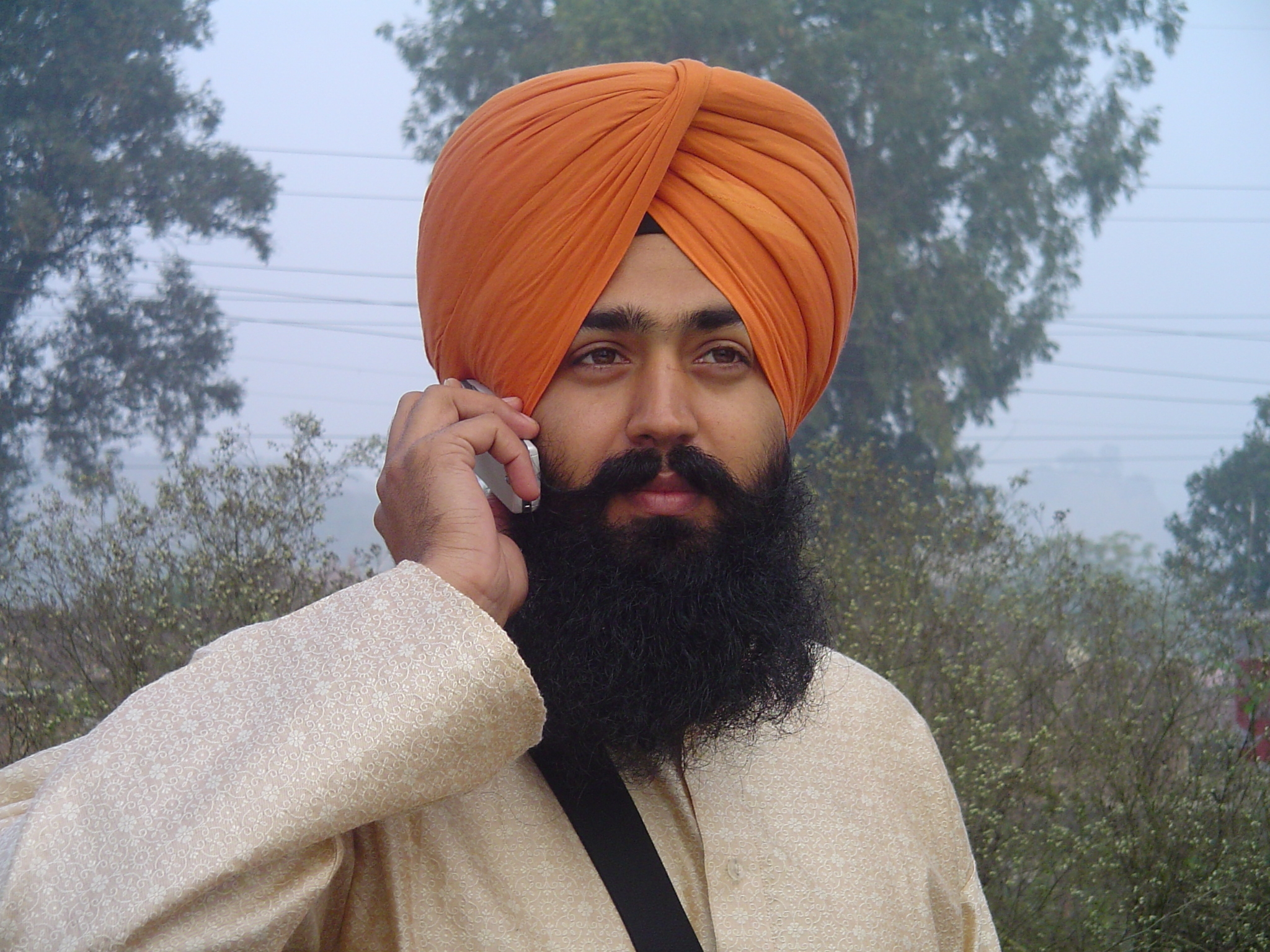
Homem sique com barba e turbante.

Os homens seguram o cabelo com um turbante (que pode ser branco ou de cor), enquanto que as mulheres utilizam um lenço. Aqueles que cortaram o cabelo ou a barba são chamados pelos ortodoxos patit, isto, é "decaídos" ou "renegados".
Durante uma cerimónia de casamento sique (Anand Karaj) os noivos devem dar quatro voltas em torno do Guru Granth Sahib, sendo cada uma dessas voltas acompanhada pelo canto de um hino religioso. A cerimónia é conduzida por um homem ou mulher que foi iniciado na Khalasa. Esta pessoa explica aos noivos os seus deveres matrimoniais.
Os rituais funerários dos siques consistem na recitação de hinos até o corpo estar pronto para a cremação. Uma oração final é dita momentos antes de se cremar o corpo. As cinzas são em geral colocadas nos rios, como o Ganges.

### Festas religiosas
As principais festas religiosas do siquismo ocorrem por altura do aniversário do nascimento dos gurus, em particular do Guru Nanak (29 de novembro) e do Guru Gobind Singh (5 de janeiro).
Os siques também celebram o Hola Maholla (meados de Março), que coincide com o festival hindu das cores, o Holi. Durante este festival os siques realizam desfiles militares e espectáculos de artes marciais.
Outras festas incluem a celebração da instituição do Khalasa, do Ano Novo (Vaisakhi ou Baisakhi, kjkijoiju a meio de Abril) e dos martírios do Guru Arjun (7 de Junho), do Guru Tegh Bahadur (3 de Novembro) e dos dois filhos do Guru Gobind Singh.